# Villarrodrigo
Villarrodrigo és un municipi de la província de Jaén, (Andalusia, Espanya), limitant amb la província d'Albacete. Posseeix 510 habitants segons l'últim cens disponible (2005). En el mateix municipi es troba la localitat de Onsares.